# Зерноядность

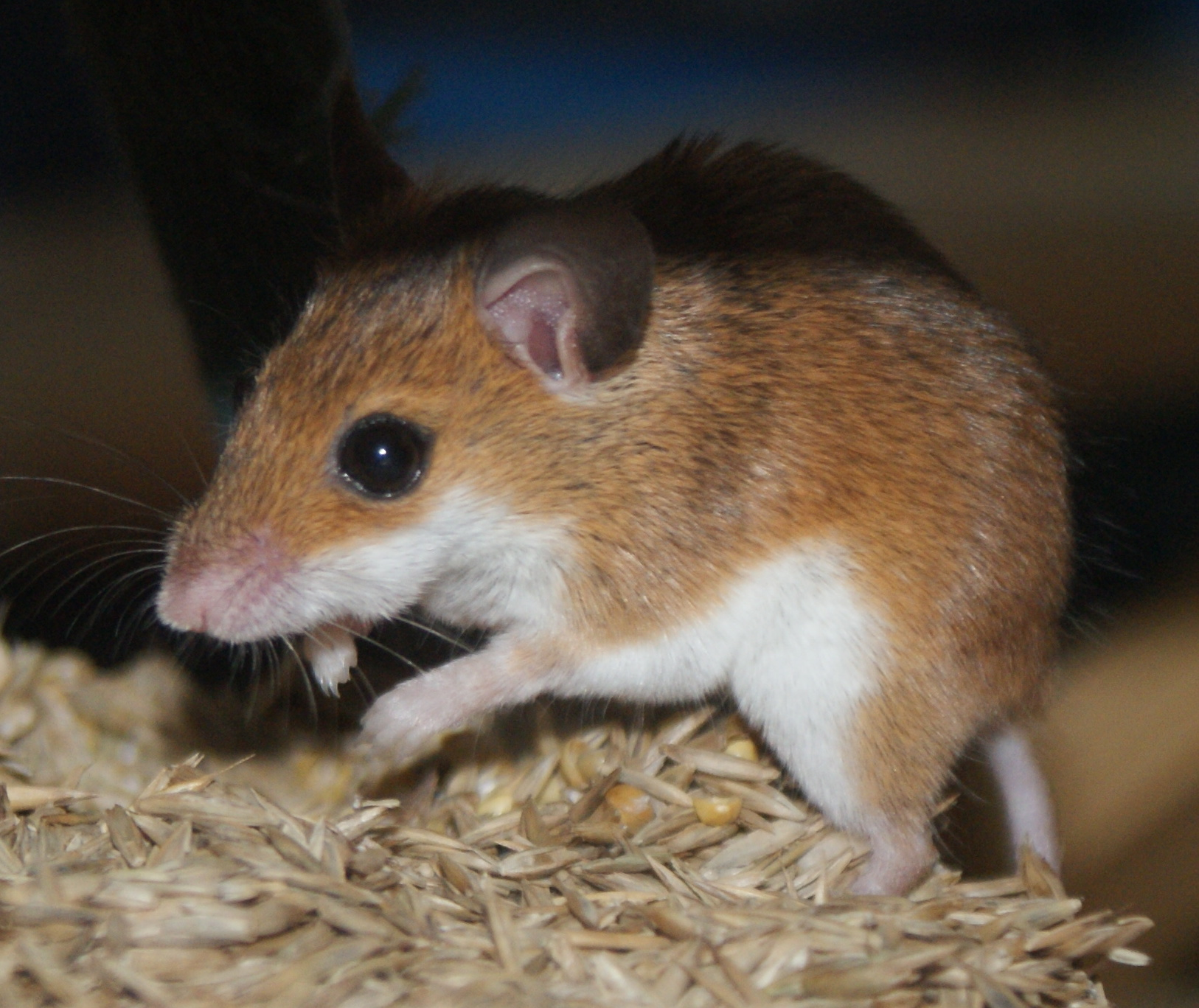
Темминкова мышь, поедающая смесь из зерна и семян трав

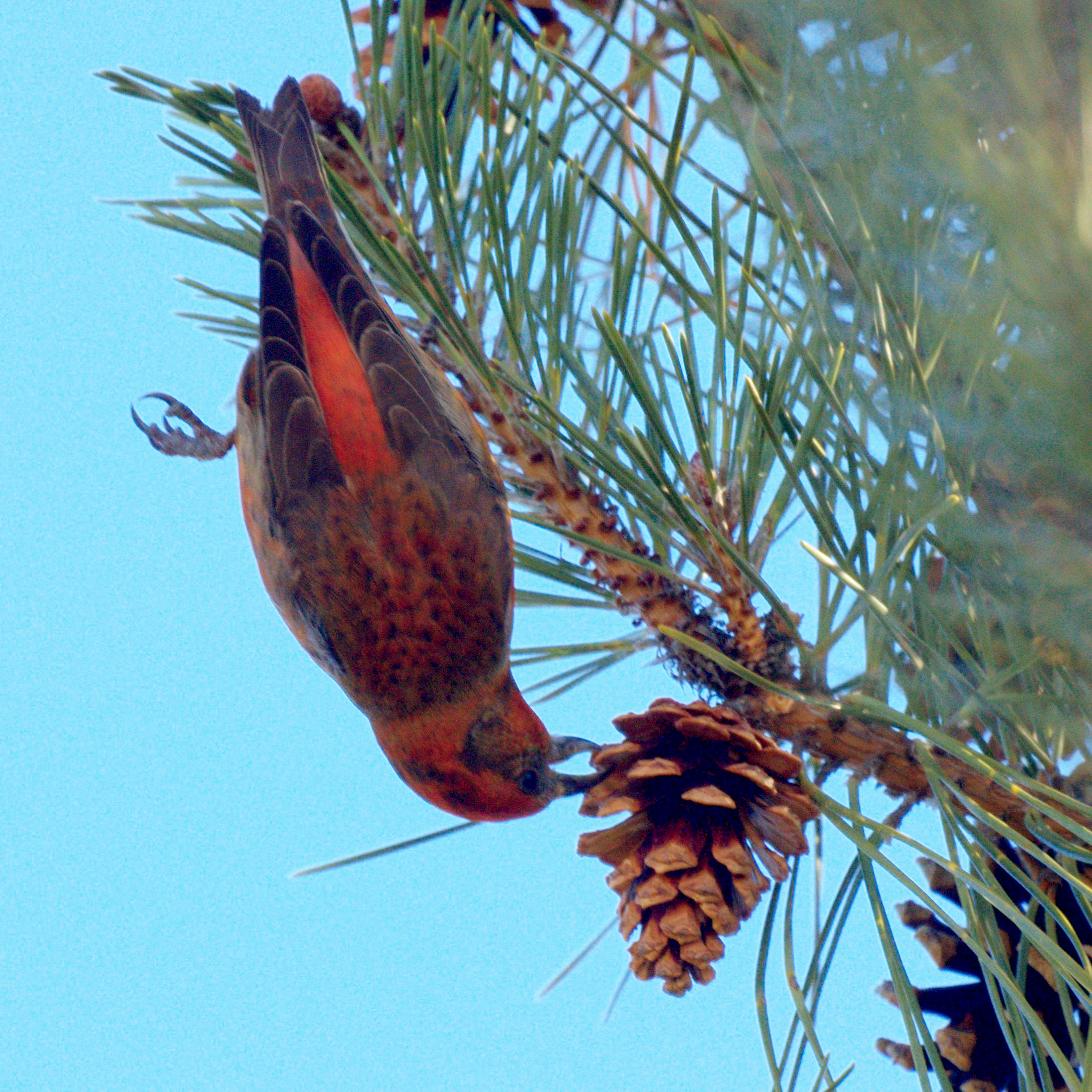
Клесты — высокоспециализированные зерноядные птицы, извлекающие семена из шишек своим скрещенным клювом

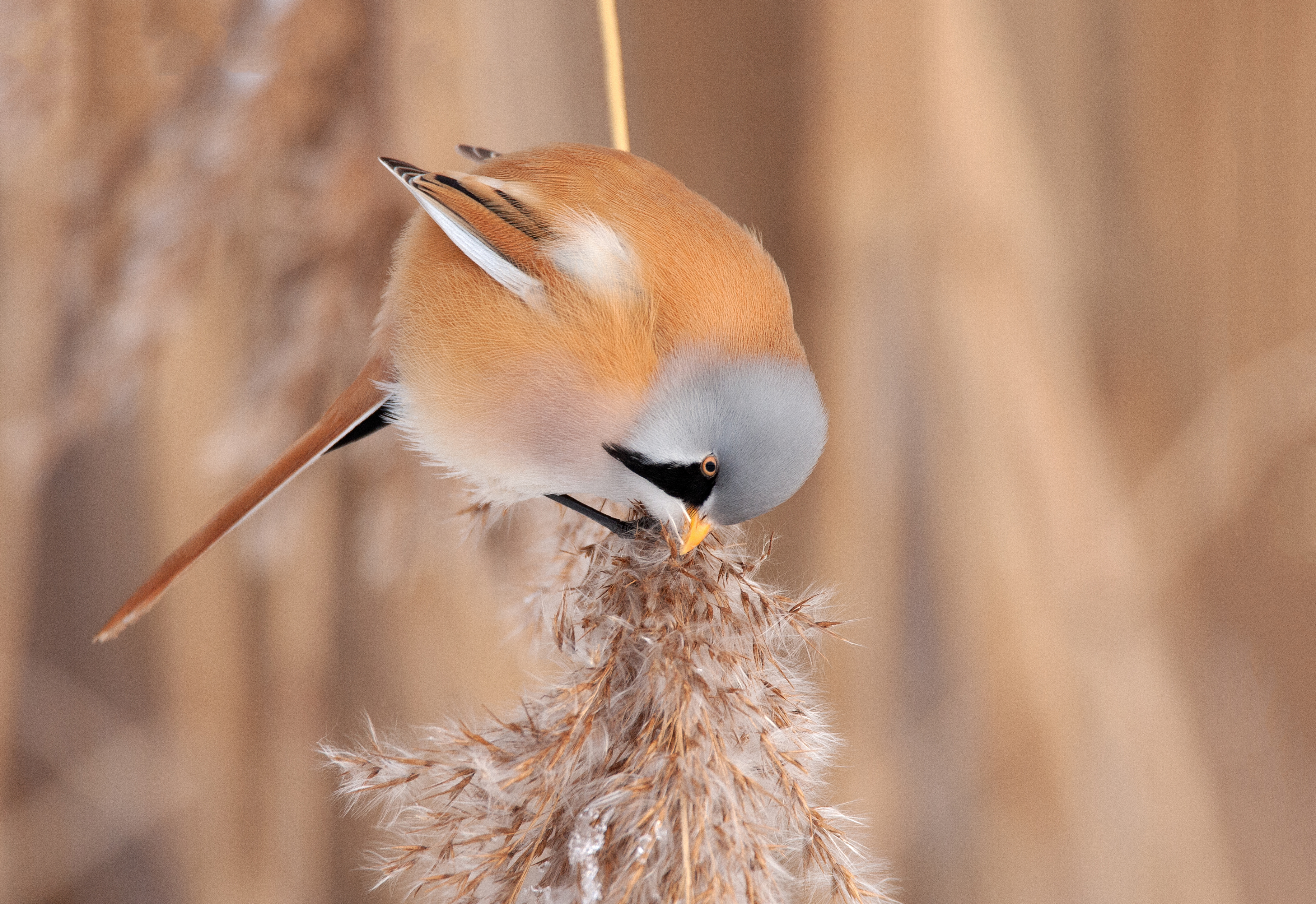
Усатая синица зимой питается семенами тростника

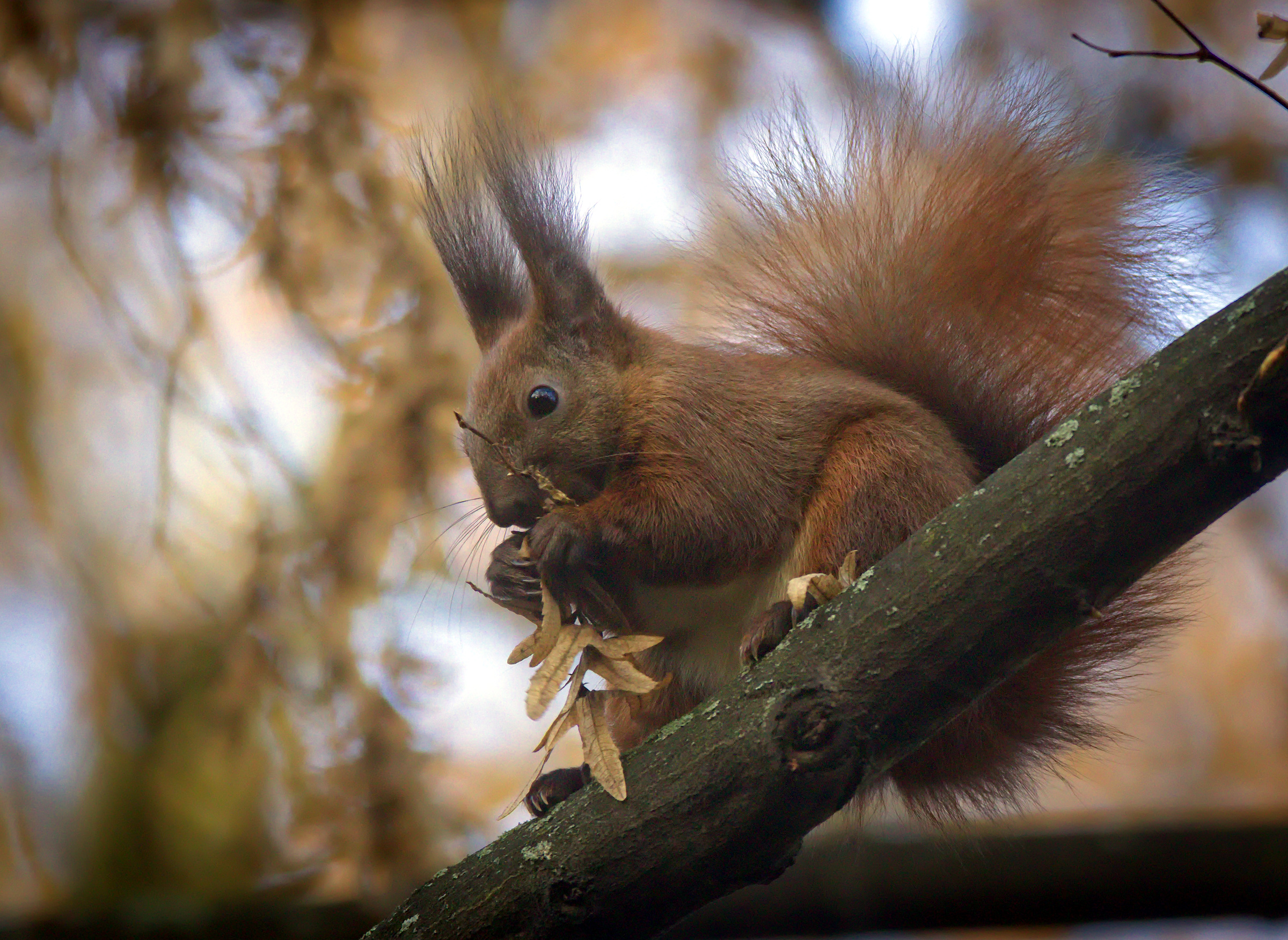
Белка, поедающая семена граба

Зерноядность — специализированная форма питания и пищевого поведения некоторых позвоночных и беспозвоночных животных, питающихся семенами различных растений, в том числе зерном. При этом семена во многих случаях повреждаются и делаются нежизнеспособными. Зерноядные виды встречаются среди птиц (особенно воробьинообразных, попугаев и других) и млекопитающих (главным образом грызунов). Среди беспозвоночных семенами питаются в основном насекомые. Таким образом, зерноядность встречается практически во всех наземных экосистемах.
Зерноядность обычно делится на две отдельные временные категории: поедание до и после распространения, которые влияют на приспособленность родительского растения и расселённого потомства (семени) соответственно. Смягчение последствий поедания до и после распространения может включать различные стратегии. Чтобы противостоять поеданию, растения развили как физическую защиту (например, форму и прочность семенной кожуры), так и химическую (вторичные соединения, такие как танины и алкалоиды). Однако по мере того, как растения развили защиту семян, зерноядные животные адаптировались к защите растений (например, к способности нейтрализовать химические соединения). Таким образом, в результате этой динамической взаимосвязи возникает множество интересных примеров коэволюции.

## Семена и их защита
Семена растений являются важным источником питания для животных в большинстве экосистем. Семена содержат запасающие питательные вещества органы (например, эндосперм), которые обеспечивают питательными веществами развивающийся зародыш растения (семядоли). Это делает семена привлекательным источником пищи для животных, поскольку они представляют собой высококонцентрированный и локализованный источник питательных веществ по сравнению с другими частями растения.
Семена многих растений развили различные защитные механизмы для защиты от поедания животными. Семена часто находятся внутри защитных структур или мякоти плодов, которые обволакивают семена до их созревания. Другие физические защитные механизмы включают шипы, волоски, волокнистые семенные оболочки и твёрдый эндосперм. Семена, особенно в засушливых районах, могут иметь слизистую семенную оболочку, которая может приклеивать почву к семенам, скрывая их от зерноядных животных.
Некоторые семена выработали сильные химические соединения, препятствующие поеданию животными. В отличие от физической защиты, химическая защита семян предотвращает поедание с помощью химических веществ, токсичных или неприятных на вкус для зерноядных животных, или препятствующих усвояемости семян. К этим химическим веществам относятся токсичные небелковые аминокислоты, цианогенные гликозиды, ингибиторы протеазы и амилазы, а также фитогемагглютинины. Растения могут сталкиваться с необходимостью выбора между распределением ресурсов в пользу защиты и размером и количеством производимых семян.
Растения могут снижать интенсивность поедания семян, делая семена пространственно или временно недоступными для зерноядных животных. Предполагается, что распространение семян от материнского растения снижает интенсивность поедания. Мастинг семян — пример того, как популяции растений способны временно регулировать интенсивность поедания. Мастинг означает согласованное обильное производство семян, за которым следует период их недостатка. Эта стратегия потенциально способна регулировать размер популяции зерноядных животных.
Адаптации, защищающие семена от животных, могут влиять на способность семян прорастать и распространяться. Таким образом, адаптации, направленные против зерноядных животных, часто входят в комплекс адаптаций, характерных для конкретного жизненного цикла семян. Например, перец овощной избирательно отпугивает млекопитающих, поедающих семена, и грибки с помощью капсаицина, который не отпугивает птиц, распространяющих семена, поскольку вкусовые рецепторы птиц не связываются с капсаицином. Семена перца, в свою очередь, имеют более высокую выживаемость, если они проходят через желудок птицы, чем если они просто падают на землю.
Зерноядность может происходить как до, так и после распространения семян.

### Поедание семян до их распространения
Поедание семян до их распространения происходит, когда семена отделяются от материнского растения до распространения, и чаще всего оно наблюдалось у беспозвоночных, птиц и зерноядных грызунов, которые срывают плоды непосредственно с деревьев и травянистых растений. Поедание семян после их распространения возникает после того, как семена выпадают из материнского растения. Известно, что птицы, грызуны и муравьи являются одними из наиболее распространённых поедателей семян после их распространения. Более того, поедание семян после их распространения может происходить на двух контрастных стадиях: поедание «семенного дождя» и поедание «семенной банки». В то время как поедание «семенного дождя» происходит, когда животные охотятся на выброшенные семена, обычно находящиеся на поверхности земли, поедание на «семенной банке» происходит после того, как семена уже глубоко зарыты в почву.

### Поедание семян после их распространения
Поедание семян после их распространения чрезвычайно распространено практически во всех экосистемах. Учитывая неоднородность как типа ресурсов (семена разных видов), так и качества (семена разного возраста и/или разной степени целостности или разложения) и местоположения (семена разбросаны и скрыты в окружающей среде), большинство животных, поедающих семена после их распространения, имеют универсальные привычки. Эти животные принадлежат к разным группам, таким как муравьи, жуки, крабы, рыбы, грызуны и птицы. Состав животных, поедающих семена после их распространения, значительно варьируется в зависимости от экосистемы. Рассеивающееся семя — это первая самостоятельная стадия жизни растения, поэтому поедание семян после их распространения — это первый потенциальный случай гибели и одно из первых биотических взаимодействий в жизненном цикле растения.

### Различия
В природе распространены оба типа поедания семян. Животные, питающиеся семенами до их распространения, отличаются от животных, питающихся семенами после распространения, тем, что чаще всего являются специалистами, приспособленными к скоплениям ресурсов (на растении). Они используют специфические сигналы, такие как химия растений (летучие соединения), цвет и размер, для обнаружения семян, а их короткие жизненные циклы часто совпадают с периодом производства семян растением-хозяином. К насекомым, поедающим семена до их распространения, относятся многие жесткокрылые, полужесткокрылые, перепончатокрылые и чешуекрылые.

## Влияние на демографию растений
Сложная взаимосвязь между поеданием семян и демографией растений является важной темой исследований взаимодействия растений и животных. Структура и размер популяции растений с течением времени тесно связаны с эффективностью, с которой животные, питающиеся семенами, находят, потребляют и распространяют семена. Во многих случаях эта взаимосвязь зависит от типа поедателя (специалист или универсал) или от конкретной среды обитания, в которой происходит взаимодействие. Влияние поедания семян на демографию растений может быть как негативным, так и, в отдельных случаях, даже полезным для популяций растений.
Гипотеза Джанзена-Коннелла рассматривает зависимость количества семян на единице площади и их выживаемости от расстояния до материнского дерева и различий в интенсивности поедания семян. Предполагается, что количество семян на единице площади уменьшается по мере удаления от материнского дерева. Прогнозируется, что там, где семян больше всего под материнским деревом, поедание семян будет максимальным. По мере удаления от материнского дерева обилие семян и, следовательно, их поедание, как ожидается, будут снижаться по мере увеличения выживаемости семян.
Степень влияния поедания семян на популяции растений может варьироваться в зависимости от того, ограничен ли вид растения безопасным местом обитания или ограничен семенным. Если популяция ограничена безопасным местом обитания, поедание семян, вероятно, не окажет существенного влияния на жизнедеятельность популяции. В популяциях с ограниченным безопасным местом обитания увеличение количества семян не приводит к увеличению числа проростков. Однако, если популяция ограничена семенным местом обитания, поедание семян имеет больше шансов негативно повлиять на популяцию растения, уменьшив число проростков. Было обнаружено, что как популяции, ограниченные безопасным участком, так и популяции, ограниченные семенами, в зависимости от местообитания, в котором происходило поедание семян. В дюнных местообитаниях поедатели семян (белоногие хомячки) ограничивали пополнение популяции сеянцев, тем самым отрицательно влияя на популяцию. Однако в лугопастбищных местообитаниях поедатели семян мало влияли на популяцию растений, поскольку они были ограничены безопасным участком.
Во многих случаях поедатели семян поддерживают популяции растений, распространяя семена подальше от родительского растения, фактически поддерживая поток генов между популяциями. Другие поедатели семян собирают семена, а затем сохраняют их для последующего потребления. В случае, если поедатель семян не может найти зарытое или спрятанное семя, есть вероятность, что оно позже прорастет и вырастет, способствуя расселению вида. Поедатели семян общего профиля (позвоночные) могут также помогать растению другими косвенными способами, например, осуществляя контроль сверху вниз над поедателями семян, специфичными для хозяина (это называется «хищничеством внутри гильдии»), и таким образом нейтрализуя эффекты типа Джанзена-Коннелла и, таким образом, принося пользу растению в конкуренции с другими видами растений.